# José Fajardo
José Fajardo Nelson (Colón, 18 de agosto de 1993) es un futbolista panameño. Juega como delantero y su equipo actual es Universidad Católica de la Serie A de Ecuador. Es internacional con la selección panameña.

## Trayectoria

### Colón C-3 F. C.
Se formó en las categorías inferiores del Colón C-3 y debutó en la Liga Nacional de Ascenso Apertura 2014 en donde fueron eliminados en los cuartos de final en un marcador global de 1 a 3 contra el SUNTRACS FC. Fue subcampeón de la Liga Nacional de Ascenso Clausura 2015 en donde perdieron la final 2 a 1 contra el SUNTRACS FC en el Estadio Maracaná de Panamá. Jugó la LNA Apertura 2015 en donde quedaron en la undécima posición de la Tabla General. Fue subcampeón del Ascenso LPF Clausura 2016 en donde perdieron la final 1 a 0 contra el Atlético Veragüense en el Estadio Maracaná de Panamá.

### C. A. Independiente
El 1 de julio de 2016 fue anunciado como nuevo jugador del Club Atlético Independiente de La Chorrera. Debutó y fue subcampeón del Ascenso LPF Apertura 2016 en donde perdieron la final 1 a 2 contra el Costa del Este FC en el Estadio Maracaná de Panamá. Salió campeón del Ascenso LPF Clausura 2017, en donde ganaron la final 2 a 1 contra el Deportivo Municipal San Miguelito en el Estadio Maracaná de Panamá. Salió campeón de la Gran Final Primera LNA 2016/2017 en donde le ganaron la final 2 a 1 en los tiempos extras contra el Costa del Este FC en el Estadio Maracaná de Panamá. Debutó con el club en la primera división el 21 de julio de 2017 en la victoria 0 a 1 contra el San Francisco FC en el Estadio Agustín Muquita Sánchez en donde fue suplente y entró al minuto 58 por Nilson Espinosa. En la LPF Apertura 2017 jugó 17 partidos y anotó 4 goles en donde quedaron en la sexta posición quedándose a unos pasos de clasificarse a las semifinales. Salió campeón de la LPF Clausura 2018 en donde le ganó la final 1 a 0 contra el Tauro FC en el Estadio Rommel Fernández en donde fue titular y jugó todo el partido, en dicho torneo jugó 18 partidos y anotó 15 goles siendo el goleador y el MVP de dicho torneo. En el Torneo Apertura 2018 solo jugó 1 partido por fue cedido a un nuevo club en dicho torneo el equipo quedó en la novena posición.
El 30 de junio de 2019 regreso al CA Independiente después de su cesión en Arabia Saudita siendo esta su segunda etapa con el club. Disputó su primer partido en el 10 de agosto de 2019 en la victoria 2 a 1 contra el CD Árabe Unido en el Estadio Agustín Muquita Sánchez en donde fue suplente y entró al minuto 46 por Ángel Sánchez. En la Liga Concacaf 2019 jugó 4 partidos y anotó 2 goles en donde fueron eliminados en los cuartos de final en donde perdieron en un marcador global de 2 a 4 contra el Deportivo Saprissa en jugó en los 2 partidos. En el Torneo Apertura 2019 jugó 12 partidos y anotó 5 goles en donde fueron eliminados en las semifinales en donde perdieron 0 a 3 contra el Tauro FC en donde jugó en los 2 partidos.
El 30 de junio de 2020 fue anunciado su regreso al CA Independiente después de su cesión en Colombia siendo esta su tercera etapa con el club. Disputó su primer partido tras su regreso el 25 de octubre de 2020 en el empate 1 a 1 contra el Alianza FC en el Estadio Agustín Muquita Sánchez en donde fue titular, anotó el único gol del equipo al minuto 75 para el empate y jugó todo el partido. En la Liga Concacaf 2020 jugó 1 partido en donde fueron eliminados en la Ronda preliminar en donde perdieron 2 a 4 en penales en donde quedó 0 a 0 en los tiempos extras contra el Antigua GFC en el Estadio Rommel Fernández en donde fue titular, falló su penal en la tanda de penales y jugó todo el partido. Salió campeón del Torneo Clausura 2020 en donde le ganaron la final 3 a 1 contra el San Francisco FC en el Estadio Agustín Muquita Sánchez en donde no estuvo convocado, en dicho torneo jugó 10 partidos y anotó 3 goles.

### Al-Kawkab F. C.
El 4 de agosto de 2018 fue anunciado su cesión al Al-Kawkab FC. Debutó con el club el 28 de agosto de 2018 en la derrota 3 a 0 contra el Al-Ain FC en el Estadio de la Ciudad Deportiva Rey Saud. En la Liga Príncipe Mohammad bin Salman 2018-19 jugó 36 partidos y anotó 18 goles en donde quedaron en la decimotercera posición.

### La Equidad
El 24 de diciembre de 2019 fue anunciado su cesión al Club Deportivo La Equidad. Estuvo con el club la primera mitad del 2020 con el club pero no tuvo debutar porque sufrió una lesión.

### 9 de Octubre F. C.
El 4 de enero de 2021 fue anunciado su cesión al 9 de Octubre Fútbol Club. Debutó con el club el 19 de febrero de 2021 en la derrota 4 a 2 contra el Liga Deportiva Universitaria en el estadio Rodrigo Paz Delgado en donde fue titular, anotó el primer gol del equipo y jugó todo el partido. En la Supercopa de Ecuador 2021 jugó 1 partido en donde fueron eliminados en las semifinales en donde perdieron 1 a 0 contra el Barcelona Sporting Club en el estadio Christian Benítez Betancourt en donde no estuvo convocado. En la Serie A de Ecuador 2021 jugó 27 partidos y anotó 12 goles en donde quedaron en la quinta posición en donde se clasificaron a la primera fase de Copa Sudamericana 2022.

### Cusco F. C.
El 18 de noviembre de 2021 fue anunciado su cesión al Cusco FC. Debutó con el club el 3 de abril de 2022 en la derrota 1 a 0 contra el Unión Comercio en el estadio Municipal Carlos Vidaurre García en donde fue titular y jugó todo el partido. Salió campeón de la Liga 2 2022 en donde ganaron los 2 torneos cortos y se consagraron campeón en dicha liga jugó 20 partidos y anotó 14 goles en donde fue el goleador de la liga y ascendiendo a la Liga 1. En la Liga 1 2023 jugó 17 partidos y anotó 6 goles en donde quedaron en la novena posición de la Tabla acumulada quedándose a un paso de clasificarse a la Fase Preliminar de la Copa Sudamericana 2024.

### D. C. United
El 3 de agosto de 2023 fue anunciado su cesión al D. C. United. Debutó con el club el 20 de agosto de 2023 en la derrota 1 a 0 contra el New York Red Bulls en el Red Bull Arena en donde fue suplente y entró al minuto 79 por Gabriel Pirani. En la Major League Soccer 2023 jugó 7 partidos en donde quedaron en la duodécima posición de la conferencia este. El 1 de diciembre de 2023 el club anunció que Fajardo no seguiría con el club.

### Universidad Católica
El 2 de enero de 2024 fue anunciado como nuevo jugador del Club Deportivo de la Universidad Católica de Ecuador. Debutó con el club el 2 de marzo de 2024 en la victoria 3 a 0 contra el en el estadio Olímpico Atahualpa en donde fue suplente, entró al minuto 63 por Jhon Jairo Cifuente y anotó el tercer gol del equipo al minuto 68.

## Selección nacional

### Selección absoluta
Fajardo hizo su debut internacional con selección absoluta de Panamá el 25 de octubre de 2017 en una victoria por 0-5 en un amistoso contra Granada en el Estadio Atlético Kirani James en donde fue suplente y entró al minuto 46 por Carlos Small. El 14 de mayo de 2018 fue incluido en la selección preliminar de Panamá para la Copa Mundial de la FIFA 2018. Sin embargo, no llegó a los 23 definitivos. En la Copa de Oro de la Concacaf 2019 jugó 2 partidos en donde fueron eliminados en los cuartos de final en donde perdieron 1 a 0 contra Jamaica en el Lincoln Financial Field en donde fue suplente. En la Liga de Naciones de la Concacaf 2019-20 jugó 2 partidos en donde fueron eliminados en la fase de grupos quedando en la segunda posición del grupo B clasificándose a la copa oro. En la Copa de Oro de la Concacaf 2021 jugó 2 partidos en donde fueron eliminados en la fase de grupos en donde quedaron en la tercera posición del grupo D. en la Clasificación de Concacaf para la Copa Mundial de Fútbol de 2022 jugó 9 partidos, anotó 1 gol y dio 1 asistencia en donde quedaron en la quinta posición de la octagonal final quedándose a un paso del repechaje. En la Liga de Naciones de la Concacaf 2022-23 jugó 2 partidos y anotó 1 gol en donde quedaron en el cuarto lugar en donde perdieron 0 a 1 contra México en el Allegiant Stadium en donde fue titular y jugó todo el partido. Fue subcampeón de la Copa de Oro de la Concacaf 2023 en donde perdieron la final 1 a 0 contra México en el SoFi Stadium en donde fue titular y jugó todo el partido, en dicha copa jugó 5 partidos, anotó 2 goles y dio 1 asistencia. En la Liga de Naciones de la Concacaf 2023-24 jugó 8 partidos, anotó 3 goles y dio 1 asistencia en donde quedaron en el cuarto lugar en donde perdieron 0 a 1 contra Jamaica en el AT&T Stadium en donde fue titular y jugó hasta el minuto 78. En la Copa América 2024 jugó 4 partidos y anotó 2 goles en donde fueron eliminados en los cuartos de final en donde perdieron 5 a 0 contra Colombia en el State Farm Stadium en donde fue titular y jugó hasta el minuto 85.

### Participaciones en selección nacional
| Copa                     | Sede                                  | Resultado        | Partidos | Goles |
| ------------------------ | ------------------------------------- | ---------------- | -------- | ----- |
| Copa Oro 2019            | Costa Rica - Estados Unidos - Jamaica | Cuartos de final | 2        | 0     |
| Liga de Naciones 2019-20 | Concacaf                              | Fase de grupos   | 2        | 0     |
| Copa Oro 2021            | Estados Unidos                        | Fase de grupos   | 2        | 0     |
| Liga de Naciones 2022-23 | Concacaf                              | Cuarto lugar     | 2        | 1     |
| Copa Oro 2023            | Estados Unidos - Canadá               | Subcampeón       | 5        | 2     |
| Liga de Naciones 2023-24 | Concacaf                              | Cuarto lugar     | 8        | 3     |
| Copa América 2024        | Estados Unidos                        | Cuartos de final | 4        | 2     |
| Liga de Naciones 2024-25 | Concacaf                              | Subcampeón       | 4        | 1     |

### Goles internacionales
| Goles internacionales | Goles internacionales   | Goles internacionales                                               | Goles internacionales | Goles internacionales | Goles internacionales | Goles internacionales     |
| Num.                  | Fecha                   | Lugar                                                               | Rival                 | Gol                   | Resultado             | Competición               |
| --------------------- | ----------------------- | ------------------------------------------------------------------- | --------------------- | --------------------- | --------------------- | ------------------------- |
| 1                     | 15 de noviembre de 2020 | Stadion Wiener Neustadt, Wiener Neustadt, Austria                   | Estados Unidos        | 0-1                   | 6-2                   | Amistoso                  |
| 2                     | 15 de noviembre de 2020 | Stadion Wiener Neustadt, Wiener Neustadt, Austria                   | Estados Unidos        | 3-2                   | 6-2                   | Amistoso                  |
| 3                     | 27 de marzo de 2021     | Estadio Olímpico Félix Sánchez, Santo Domingo, República Dominicana | Dominica              | 1-2                   | 1-2                   | Eliminatoria Mundial 2022 |
| 4                     | 15 de noviembre de 2022 | Al Hamriya Sports Club Stadium, Dubái, Emiratos Árabes Unidos       | Venezuela             | 0-1                   | 2-2                   | Amistoso                  |
| 5                     | 28 de marzo de 2023     | Estadio Nacional, San José, Costa Rica                              | Costa Rica            | 0-1                   | 0-1                   | Liga de Naciones 2022-23  |
| 6                     | 26 de junio de 2023     | DRV PNK Stadium, Fort Lauderdale, Estados Unidos                    | Costa Rica            | 0-1                   | 1-2                   | Copa Oro 2023             |
| 7                     | 30 de junio de 2023     | Red Bull Arena, Harrison, Estados Unidos                            | Martinica             | 0-1                   | 1-2                   | Copa Oro 2023             |
| 8                     | 7 de septiembre de 2023 | Universidad Latina, Penonomé, Panamá                                | Martinica             | 1-0                   | 2-0                   | Liga de Naciones 2023-24  |
| 9                     | 16 de noviembre de 2023 | Ricardo Saprissa, Tibás, Costa Rica                                 | Costa Rica            | 0-2                   | 0-3                   | Liga de Naciones 2023-24  |
| 10                    | 20 de noviembre de 2023 | Estadio Rommel Fernández, Juan Díaz, Panamá                         | Costa Rica            | 1-0                   | 3-1                   | Liga de Naciones 2023-24  |
| 11                    | 9 de junio de 2024      | Estadio Nacional, Managua, Nicaragua                                | Montserrat            | 1-2                   | 1-3                   | Eliminatoria Mundial 2026 |
| 12                    | 27 de junio de 2024     | Mercedes-Benz Stadium, Atlanta, Estados Unidos                      | Estados Unidos        | 2-1                   | 2-1                   | Copa América 2024         |
| 13                    | 1 de julio de 2024      | Inter&Co Stadium, Orlando, Estados Unidos                           | Bolivia               | 0-1                   | 1-3                   | Copa América 2024         |
| 14                    | 15 de octubre de 2024   | BMO Field, Toronto, Canadá                                          | Canadá                | 1-1                   | 2-1                   | Amistoso                  |
| 15                    | 14 de noviembre de 2024 | Estadio Nacional, San José, Costa Rica                              | Costa Rica            | 0-1                   | 0-1                   | Liga de Naciones 2024-25  |

## Clubes
| Club                   | País           | Año           |
| ---------------------- | -------------- | ------------- |
| Colón C-3 F. C.        | Panamá         | 2015-2016     |
| Atlético Independiente | Panamá         | 2017-2019     |
| Al-Kawkab              | Arabia Saudita | 2019          |
| La Equidad             | Colombia       | 2020          |
| Atlético Independiente | Panamá         | 2020          |
| 9 de Octubre           | Ecuador        | 2021          |
| Cusco F. C.            | Perú           | 2022-2023     |
| D. C. United           | Estados Unidos | 2023          |
| Universidad Católica   | Ecuador        | 2024-presente |

## Estadísticas

### Clubes
Actualizado al último partido disputado el 16 de agosto de 2025.
| Club                           | Div.          | Temporada     | Liga  | Liga  | Copas nacionales | Copas nacionales | Copas internacionales | Copas internacionales | Total | Total |
| Club                           | Div.          | Temporada     | Part. | Goles | Part.            | Goles            | Part.                 | Goles                 | Part. | Goles |
| ------------------------------ | ------------- | ------------- | ----- | ----- | ---------------- | ---------------- | --------------------- | --------------------- | ----- | ----- |
| C. A. Independiente · Panamá   | 1.ª           | 2017-18       | 35    | 19    | —                | —                | —                     | —                     | 35    | 19    |
| C. A. Independiente · Panamá   | 1.ª           | 2018-19       | 1     | 0     | —                | —                | —                     | —                     | 1     | 0     |
| Al-Kawkab F. C. Arabia Saudita | 2.ª           | 2018-19       | 36    | 18    | 0                | 0                | —                     | —                     | 36    | 18    |
| Al-Kawkab F. C. Arabia Saudita | Total club    | Total club    | 36    | 18    | 0                | 0                | 0                     | 0                     | 36    | 18    |
| C. A. Independiente · Panamá   | 1.ª           | 2019          | 12    | 5     | —                | —                | 4                     | 2                     | 16    | 7     |
| C. A. Independiente · Panamá   | 1.ª           | 2020          | 10    | 3     | —                | —                | 1                     | 0                     | 11    | 3     |
| C. A. Independiente · Panamá   | Total club    | Total club    | 58    | 27    | 0                | 0                | 5                     | 2                     | 63    | 29    |
| 9 de Octubre F. C. · Ecuador   | 1.ª           | 2021          | 27    | 12    | 1                | 0                | —                     | —                     | 28    | 12    |
| 9 de Octubre F. C. · Ecuador   | Total club    | Total club    | 27    | 12    | 1                | 0                | 0                     | 0                     | 28    | 12    |
| Cusco F. C. · Perú             | 2.ª           | 2022          | 20    | 14    | —                | —                | —                     | —                     | 20    | 14    |
| Cusco F. C. · Perú             | 1.ª           | 2023          | 17    | 6     | —                | —                | —                     | —                     | 17    | 6     |
| Cusco F. C. · Perú             | Total club    | Total club    | 37    | 20    | 0                | 0                | 0                     | 0                     | 37    | 20    |
| D. C. United Estados Unidos    | 1.ª           | 2023          | 7     | 0     | 0                | 0                | —                     | —                     | 7     | 0     |
| D. C. United Estados Unidos    | Total club    | Total club    | 7     | 0     | 0                | 0                | 0                     | 0                     | 7     | 0     |
| Universidad Católica · Ecuador | 1.ª           | 2024          | 28    | 13    | 5                | 3                | 9                     | 3                     | 42    | 19    |
| Universidad Católica · Ecuador | 1.ª           | 2025          | 12    | 2     | 0                | 0                | 4                     | 0                     | 16    | 2     |
| Universidad Católica · Ecuador | Total club    | Total club    | 40    | 15    | 5                | 3                | 13                    | 3                     | 58    | 21    |
| Total carrera                  | Total carrera | Total carrera | 205   | 92    | 6                | 3                | 18                    | 5                     | 229   | 100   |
| 1. 2.                          |               |               |       |       |                  |                  |                       |                       |       |       |

## Palmarés

### Campeonatos nacionales
| Título           | Club             | País   | Año     |
| ---------------- | ---------------- | ------ | ------- |
| Liga de Ascenso  | CA Independiente | Panamá | 2017-C  |
| Gran Final LNA   | CA Independiente | Panamá | 2016-17 |
| Primera División | CA Independiente | Panamá | 2018-C  |
| Primera División | CA Independiente | Panamá | 2020-C  |
| Liga 2           | Cusco FC         | Perú   | 2022    |